# Дукмасов (хутор)
Дукма́сов — хутор в Шовгеновском муниципальном районе Республики Адыгея России. Административный центр Дукмасовского сельского поселения.

## Топоним
Носит имя генерала Павла Дукмасова (6 ноября 1838 — 15 февраля 1911), участника войн Кавказской и русско-турецкой 1877—1878 гг.

## География
Стоит по берегам реки Гиага.

### Уличная сеть
| - Весёлый переулок, - Восточная, - Заречная, - Красная, - М. Горького, - Мира переулок, | - Октябрьская, - Садовая, - Свободный переулок, - Узкий переулок, - Ушанева, - Школьная. |

### Климат
Климат, как и во всем районе, мягкий влажный умеренный. Средняя продолжительность солнечного сияния изменяется от 1750 до 2200 часов в год, при изменении высоты солнца от 22º в полдень 22 декабря, до 68º в полдень 22 июня. На территории района на поверхность земли за год поступает 117—120 ккал/см² суммарной радиации. Большое количество суммарной радиации определяет длительный вегетационный период 230—240 дней.

## Население
| 2002 | 2010 | 2013 | 2014 | 2015 | 2016 | 2017 |
| ---- | ---- | ---- | ---- | ---- | ---- | ---- |
| 510  | ↗520 | ↘511 | ↗513 | →513 | ↘493 | ↘490 |
| 2018 | 2019 | 2020 | 2021 | 2023 | 2024 |      |
| ↘478 | ↘477 | ↗479 | ↗512 | ↘499 | ↗506 |      |

По данным Всероссийской переписи населения 2021 года:
| Народ   | Численность, чел. | Доля от всего населения, % |
| ------- | ----------------- | -------------------------- |
| русские | 470               | 91,80 %                    |
| адыги   | 11                | 2,15 %                     |
| другие  | 31                | 6,05 %                     |
| всего   | 512               | 100,0 %                    |

## Известные уроженцы, жители
- Нарожный, Владимир Иванович (р. 1947, хутор Дукмасов) — Председатель Государственного Совета — Хасэ Республики Адыгея

## Инфраструктура
Личное подсобное хозяйство с зоной сельскохозяйственного использования, индивидуальная застройка усадебного типа.
Основа экономики — сельское хозяйство.
Электрическая подстанция Дукмасово.

## Памятные места, достопримечательности
Могила погибших воинов в Великой Отечественной войне.

## Религия
Храм Святого Пантелеимона Целителя. Николаевское благочиние Майкопской и Адыгейской епархии Русской православной Церкви,

## Транспорт
Остановка общественного транспорта в центре хутора.